# Hrotovice
Hrotovice (in tedesco Hrottowitz) è una città della Repubblica Ceca facente parte del distretto di Třebíč, nella regione di Vysočina.